# Krzysztof Szyszka
Krzysztof Szyszka (ur. 4 listopada 1957) – polski operator filmowy.

## Życiorys
Od roku 1976 związany z Ośrodkiem Telewizji Polskiej w Poznaniu.
Od 1982 współpracuje z Telewizyjnym Studiem Filmów Animowanych w Poznaniu.
Współpracował także z Centralną Wytwórnią Programów i Filmów Telewizyjnych (Poltel) w Warszawie i Studiem Filmowym im. K. Irzykowskiego w Warszawie. 

## Filmografia

### Film animowany
- 1997 - ZWIERZAKI CUDAKI Zdjęcia,
- 1997 - PRELUDIUM DES-DUR OP. 28 Zdjęcia specjalne,
- 1997 - POCZTYLION Zdjęcia,
- 1997 - KOŁO ŻYCIA (Dudek Anna) Zdjęcia,
- 1996 - WALC A - MOLL.OP.POSTH. Zdjęcia,
- 1996 - WALC (Lubieniecka A.) Zdjęcia,
- 1996 - W GROCIE KRÓLA GÓR Zdjęcia,
- 1996 - PRELUDIA Zdjęcia,
- 1996 - PĘD - MOUVEMENT Zdjęcia,
- 1996 - NOKTURN Zdjęcia,
- 1995 - FANTAISIE IMPROMPTU CIS-MOLL OP. 66 Zdjęcia,
- 1995 - EINE KLEINE NACHTMUSIK - ROMANZE ANDANTE Z SERENADY G-DUR KV 525 Zdjęcia,
- 1995 - EINE KLEINE NACHTMUCIK - SERENADA G-DUR KV 525 Zdjęcia,
- 1994 - WALC H-MOLL OPUS 69 NO 2 Zdjęcia,
- 1994 - CHIŃSKI TAMBURYN Zdjęcia,
- 1994 - ARABESKA G-DUR Zdjęcia,
- 1993 - ŚWIATŁO KSIĘŻYCA Zdjęcia,
- 1993 - MARZENIE (Neumann Hieronim) Zdjęcia,
- 1993 - LATO (Bober Wiesław) Zdjęcia,
- 1993 - EINE KLEINE NACHTMUSIK - MENUETT. ALLEGRETTO Z SERENADY G-DUR KV 525 Zdjęcia,
- 1993 - EINE KLEINE NACHTMUSIK - ALLEGRO Z SERENADY G-DUR KV 525 Zdjęcia,
- 1992 - WSPOMNIENIA Z ALHAMBRY Zdjęcia,
- 1992 - STARY ZAMEK Z „OBRAZKÓW Z WYSTAWY” Zdjęcia,
- 1992 - MAZUREK E-MOLL OP. 17 NR 2 Zdjęcia (nie występuje w czołówce),
- 1992 - DLA ELIZY Zdjęcia (nie występuje w napisach),
- 1992 - DIVERTIMENTO F-DUR KV 138. PRESTO Zdjęcia,
- 1991 - WIOSNA (Bober W.) Zdjęcia,
- 1991 - SONATA F-DUR KV 280. ADAGIO Zdjęcia (nie występuje w napisach),
- 1991 - REQUIEM D-MOLL. LACRIMOSA Zdjęcia (nie występuje w napisach),
- 1991 - EINE KLEINE NACHTMUSIK. RONDO. ALLEGRO Zdjęcia (nie występuje w czołówce),
- 1991 - EINE KLEINE NACHTMUSIK. ROMANZE. Zdjęcia,
- 1991 - DIVERTIMENTO D-DUR KV-205. MENUETTO Zdjęcia (nie występuje w napisach),
- 1991 - CZARODZIEJSKI FLET. UWERTURA. FRAGMENT Zdjęcia (nie występuje w napisach),
- 1991 - ARIA KRÓLOWEJ NOCY Zdjęcia,
- 1990 - RONDO RUSSO Z KONCERTU E-MOLL NA FLET I KLAWESYN Zdjęcia,
- 1990 - ŁABĘDŹ ZE SUITY „KARNAWAŁ ZWIERZĄT” Zdjęcia,
- 1990 - KUPLETY TORREADORA Z II AKTU OPERY CARMEN Zdjęcia,
- 1990 - KUKUŁKA (Ćwiek M.) Zdjęcia,
- 1990 - ADAGIO CANTABILE Zdjęcia (nie występuje w napisach),
- 1989 - WITKACEGO WYWOŁYWANIE DUCHÓW Zdjęcia,
- 1989 - WILKI (Ćwiek Maciej) Zdjęcia,
- 1989 - SYMFONIA DZIECIĘCA Zdjęcia,
- 1989 - PRZĄŚNICZKA Zdjęcia,
- 1989 - BADINERIE Z II SUITY ORKIESTROWEJ H-MOLL BWV 1067 Zdjęcia,
- 1989 - .!? Zdjęcia,
- 1988 - TRUDNY RACHUNEK Zdjęcia,
- 1988-1989 - FELEK TRĄBKA Zdjęcia,
- 1988 - CUDA I DZIWY Zdjęcia,
- 1987 - PTASZOR Zdjęcia,
- 1987 - O CZYM MARZĄ KOTY Zdjęcia,
- 1987 - NEONOWA KROWA Zdjęcia,
- 1987 - LAS Zdjęcia,
- 1987 - GŁODNA ŻABKA Zdjęcia,
- 1987 - DŻUNGLA Zdjęcia,
- 1987 - DONOS Zdjęcia,
- 1987 - DAKTYLE Zdjęcia,
- 1986 - WNĘTRZE (Kasprzycki J.) Zdjęcia,
- 1986 - VIDEO - DISC Zdjęcia,
- 1986 - KRÓL KRUKÓW Zdjęcia,
- 1985 - GALAPAGOS Zdjęcia,
- 1984 - STOMP Zdjęcia,
- 1984 - MINUTA CISZY (Drzewiński L) Zdjęcia,
- 1984 - KATAR Współpraca,
- 1983 - SUPER N - MOST Zdjęcia,
- 1983 - OKNO (Bober W.) Zdjęcia,
- 1982 - WIZJONERZY Zdjęcia,
- 1982 - POWRÓT DO NATURY (Stanisławski Zbigniew) Zdjęcia,
- 1982 - NOTACJA Zdjęcia,
- 1982 - KROPA Zdjęcia,

### Cykl filmowy animowany
- 2000 - OBURZAJĄCE DROPSY w 14 BAJEK Z KRÓLESTWA LAILONII LESZKA KOŁAKOWSKIEGO Zdjęcia,
- 1999 - JAK BÓG MAIOR UTRACIŁ TRON, JAK GYOM ZOSTAŁ STARSZYM PANEM w 14 BAJEK Z KRÓLESTWA LAILONII LESZKA KOŁAKOWSKIEGO Zdjęcia,
- 1998 - CZERWONA ŁATA, WOJNA Z RZECZAMI, O WIELKIM WSTYDZIE w 14 BAJEK Z KRÓLESTWA LAILONII LESZKA KOŁAKOWSKIEGO Zdjęcia,
- 1997 - PIETER BRUEGEL ST. UPADEK IKARA, JOAN MIRO w IMPRESJE Zdjęcia,
- 1997 - PIĘKNA TWARZ w 14 BAJEK Z KRÓLESTWA LAILONII LESZKA KOŁAKOWSKIEGO Zdjęcia,
- 1996 - GUSTAV KLIMT, VINCENT VAN GOGH w IMPRESJE Zdjęcia,
- 1995 - PAUL CEZANNE, WARIACJE NA TEMAT WITKACEGO, PIET MONDRIAN w IMPRESJE Zdjęcia,
- 1994 - W GROCIE LASCAUX, MARC CHAGALL w IMPRESJE Zdjęcia,
- 1993 - PABLO PICASSO w IMPRESJE Zdjęcia,
- 1985 - RODEO (Modrzyński B.), MAGIK w CYRK (cykl filmów animowanych) Zdjęcia,

### Serial animowany
- 1989-1990 - TYTUS, ROMEK I A'TOMEK Zdjęcia,
- 1987 - S.O.S. DLA KOSMOSU Zdjęcia,
- 1987 - PRZEZ MAPĘ NA GAPĘ... Zdjęcia,
- 1987 - MIASTO, ASTROLOG, WALKA, KOMINIARCZYK w BAJKA O TRZECH SMOKACH Zdjęcia,
- 1986-1991 - CZARNY BŁYSK Zdjęcia,
- 1985 - WIZYTA w OSKAR Zdjęcia,
- 1984 - PUSTYNIA, Z.O.L. (ZIDENTYFIKOWANY OBIEKT LATAJĄCY) w OSKAR Zdjęcia,
- 1982 - MAŚLAKI NIE WĘDRUJĄ w PRZYGODY MAŁEGO MAŚLAKA Zdjęcia,